# Seiryoku-zenko-kokumin-taiiku-no-kata
Um sistema de educação física ideal possui três características: promove o desenvolvimento de mentes e corpos fortes e saudáveis, é interessante e é útil. O Seiryoku Zen'yo Kokumin Taiiku não apenas atende admiravelmente a todos os três requisitos, como também vai muito além de ser apenas ginástica ou uma simples arte marcial.
Este kata consiste em dois grupos de exercícios. Um é praticado individualmente e o outro com um parceiro. Todos os exercícios, exceto um, têm aplicações diretas para defesa pessoal.
Ser capaz de executar técnicas de artes marciais requer um bom desenvolvimento muscular. É bom lembrar que o bem-estar físico não aparece como mágica após uma semana ou um mês de treinamento. É um erro ter a esperança de progredir rapidamente para formas avançadas de combate. A base deve ser trabalhada primeiro e a superestrutura construída gradualmente. Existe até mesmo o perigo de realizar um treinamento avançado antes que os movimentos básicos sejam dominados. Para aqueles que seguem os passos em sequência e treinam adequadamente, as recompensas são o desenvolvimento físico perfeito e a proficiência nas técnicas.
O programa Educação Física Nacional de Máxima Eficiência (que é a tradução literal do nome deste kata) foi projetado para atrair o público de todas as idades. Praticar os movimentos deste kata é uma maneira ideal de aquecer antes de praticar randori ou um outro kata e de relaxar após o treino. A prática regular deste kata, fortalece os músculos, proporciona mais potência para aplicar as técnicas de judô e reduz significativamente o risco de lesões durante o randori ou a gragidade caso eventualmente ocorram. Por esse motivo, é um kata recomendado, especialmente, para iniciantes, mulheres e crianças menores de quinze anos. Assim como dominar as quedas é uma parte fundamental do treinamento de judô, desenvolver e fortalecer o corpo é algo que nenhum judoca iniciante pode se dar ao luxo de ignorar.
Nos Exercícios Individuais, há golpes direcionados a um agressor imaginário. Este é um tipo único de treinamento, pois os músculos precisam executar o golpe e pará-lo, sem haver um alvo real. A prática suficiente produzirá músculos que reagem rapidamente e são graciosos à vista, como a musculatura vista em atletas da Grécia Antiga. Curiosamente, eles contrastavam com os atletas romanos posteriores, cujos músculos tendiam a ser redondos e robustos.

## Técnicas
Tandoku-renshu (Prática individual)
Primeiro grupo
Goho-ate (Socos nas cinco direções)
Hidari-mae-naname-ate (Soco cruzado para frente à esquerda)
Migi-ate(Soco para o lado direito)
Ushiro-ate(Cotovelada para trás)
Mae-ate(Soco para frente)
Ue-ate(Soco para cima)
O-goho-ate (Grandes socos nas cinco direções)
O-hidari-mae-naname-ate (Grande soco cruzado para frente e a esquerda)
O-migi-ate(Grande soco para o lado direito)
O-ushiro-ate(Grande cotovelada para trás)
O-mae-ate(Grande soco para frente)
O-ue-ate(Grande soco para cima)
Goho-geri(Chutes nas cinco direções)
Mae-geri(Chute para a frente)
Ushiro-geri(Chute para trás)
Hidari-mae-naname-geri(Chute cruzado para frente e para a esquerda)
Migi-mae-naname-geri(Chute cruzado para frente e para a direita)
Taka-geri(Chute para a frente e para cima)
Segundo grupo
Kagami-migaki(Polindo o espelho)
Sayu-uchi(Soco dos dois lados)
Zengo-tsuki(soco para frente e cotovelada pra trás)
Ryote-ue-tsuki(Soco para cima com as duas mãos)
O-ryote-ue-tsuki(Grande soco para cima com as duas mãos)
Sayu-kogo-shita-tsuki(Golpes para baixo à direita e à esquerda)
Ryote-shita-tsuki(Golpes para baixo com ambas as mãos)
Naname-ue-uchi(Corte para cima pela frente)
Naname-shita-uchi(Corte para baixo pela frente)
O-naname-ue-uchi(grande corte para cima pela frente)
Ushiro-sumi-tsuki(Golpe diagonal para trás)
Ushiro-uchi(Golpe pra trás)
Ushiro-tsuki/mae-shita-tsuki(Soco para trás/para baixo)
Sotai-renshu (Exercícios de base)
Kime-shiki(Formas de Decisão)
Idori (Iniciando na posição ajoelhada)
Ryote-dori(Duas mãos aprisionadas)
Furi-hanashi(Se soltando)
Gyaku-te-dori(Pegada reversa com as duas mãos)
Tsukkake(Soco no estômago)
Kiri-gake(Corte da cabeça)
Tachiai (Iniciando na posição em pé)
Tsuki-age(Soco no queixo)
Yoko-uchi(Golpe lateral)
Ushiro-dori(Aprisionado por trás)
Naname-tsuki(Corte diagonal)
Kiri-oroshi(Corte pra baixo)
Ju-shiki(Formas de Gentileza)
Este grupo de exercícios é composto pelas dez técnicas do Juno Kata exatamente como são praticadas. Os exercícios estão divididos em dois grupos:
Primeiro Grupo
Tsuki-dashi(Empurrão entre os olhos)
Kata-oshi(Empurrão nas costas)
Kata-mawashi(Virada pelos ombros)
Kiri-oroshi(Corte para baixo)
Katate-dori(Pegada com uma mão)
Segundo Grupo
Katate-age(Erguendo com uma mão)
Obi-tori(Seguro pela faixa)
Mune-oshi(Empurrão no peito)
Tsuki-age(Soco no queixo)
Ryogan-tsuki (Ataque aos dois olhos)
1. ↑  Kanō, Jigorō (2002). Kodokan judo. Kodokan Editorial Committee 1. paperback ed., [Nachdr.] ed. Tokyo: Kodansha International
2. ↑  Kanō, Jigorō (2002). Kodokan judo. Kodokan Editorial Committee 1. paperback ed., [Nachdr.] ed. Tokyo: Kodansha International
3. ↑  Kanō, Jigorō (2002). Kodokan judo. Kodokan Editorial Committee 1. paperback ed., [Nachdr.] ed. Tokyo: Kodansha International
4. ↑  Kanō, Jigorō (2002). Kodokan judo. Kodokan Editorial Committee 1. paperback ed., [Nachdr.] ed. Tokyo: Kodansha International
5. ↑  Kanō, Jigorō (2002). Kodokan judo. Kodokan Editorial Committee 1. paperback ed., [Nachdr.] ed. Tokyo: Kodansha International
6. ↑  Judô Kodokan. [S.l.]: Editora Cultrix. 20 de março de 2023